# Емі Джо Джонсон
Емі Джо Джонсон (англ. Amy Jo Johnson; нар. 6 жовтня 1970) — американська актриса і співачка.

## Життя і кар'єра
Джонсон народилася в місті Денніс, штат Массачусетс . Закінчила школу Денніс-Ярвут в Массачусетсі. У дитинстві Джонсон займалася гімнастикою, отримавши навички, які знадобилися в майбутньому для її ролі в серіалі «Могутні Рейнджери». Після закінчення школи переїхала в Нью-Йорк, щоб вчитися в американській музичній академії драми. Через два роки вона переїхала до Каліфорнії, де почала активно зніматися на телебаченні і іноді в кіно.
З 1998 по 2000 рік Джонсон знімалася в серіалі «Фелісіті». У наступні роки вона грала в поліцейських процедуралах «Жіноча бригада» (2003—2004) і «Гаряча точка» (2008—2012)..

## Особисте життя
1 грудня 2008 року Джонсон народила дочку Франческу Христину Джинер.
У 2010 році офіційно вийшла заміж за Олівера Джинера.

## Фільмографія
| Рік       |    | Українська назва               | Оригінальна назва                                       | Роль                                 |
| --------- | -- | ------------------------------ | ------------------------------------------------------- | ------------------------------------ |
| 1993—1995 | с  | Могутні Рейнджери              | Mighty Morphin 'Power Rangers                           | Кімберлі Енн Харт / Рожевий рейнджер |
| 1994      | кф |                                | Mighty Morphin Power Rangers: Alpha's Magical Christmas | Кімберлі Харт                        |
| 1995      | с  |                                | The Eddie Files                                         | Сінді                                |
| 1995      | ф  | Могутні морфи: Рейнджери сили  | Mighty Morphin 'Power Rangers                           | Кімберлі Харт / Рожевий рейнджер     |
| 1996      | тф | Сьюзі Кью                      | Susie Q                                                 | Сьюзі Кью / Меггі                    |
| 1996      | с  |                                | Campus Cops                                             | дівчина в купальнику                 |
| 1996      | с  | Врятовані дзвінком: Новий клас | Saved by the Bell: The New Class                        | Лінда                                |
| 1997      | ф  | Турборейнджери                 | Turbo: A Power Rangers Movie                            | Кімберлі Харт                        |
| 1997      | тф | Провчити містера Гріффіна      | Killing Mr. Griffin                                     | Сьюзан Макконнел                     |
| 1997      | тф | Ідеальна фігура                | Perfect Body                                            | Енді Бредлі                          |
| 1998      | ф  | Без межі                       | Without Limits                                          | дівчина з Айови                      |
| 1999      | ф  | Холодні серця                  | Cold Hearts                                             | Алісія                               |
| 1999      | тф |                                | Sweetwater                                              | Ненсі Невінс                         |
| 2001      | ф  |                                | Pursuit of Happiness                                    | Трейсі                               |
| 2001      | с  | Нічні видіння                  | Night Visions                                           | Сара                                 |
| 2001      | ф  | Клуб брехунів                  | Liars Club                                              | Карен                                |
| 2001      | с  | Швидка допомога                | ER                                                      | Джилл                                |
| 2002      | с  | Спін-Сіті                      | Spin City                                               | Стефані                              |
| 1998—2002 | с  | Фелісіті                       | Felicity                                                | Джулі Емрік                          |
| 2002      | ф  | Траса 60                       | Interstate 60: Episodes of the Road                     | Лаура                                |
| 2002      | ф  | Мутація                        | Infested                                                | Джессі                               |
| 2003      | тф | На тому стоїмо                 | Hard Ground                                             | Елізабет Кеннеді                     |
| 2004      | с  | Жіноча бригада                 | The Division                                            | Стейсі Рейнольдс                     |
| 2005      | ф  |                                | Adjusting Arbie                                         | фея                                  |
| 2005—2007 | с  | Дикий вогонь                   | Wildfire                                                | Тіна Шарп                            |
| 2006      | тф | Виверження                     | Magma: Volcanic Disaster                                | Брианна Чепмен                       |
| 2006      | ф  | Житель острова                 | Islander                                                | Черіл                                |
| 2006      | с  | Що щодо Браяна                 | What About Brian                                        | Карен                                |
| 2006      | тф | Ін'єкція смерті                | Fatal Trust                                             | Кейт                                 |
| 2007      | ф  | Верітас: Принц правди          | Veritas, Prince of Truth                                | Марті Вільямс                        |
| 2008—2012 | с  | Гаряча точка                   | Flashpoint                                              | Джулс Келлаган                       |
| 2011      | ф  | Літня пісня                    | Summer Song                                             | Дженні                               |
| 2012      | ф  | Тигрові очі                    | Tiger Eyes                                              | Гвен Векслер                         |
| 2013      | кф |                                | Bent                                                    | Амелія                               |
| 2013      | с  | Надламані                      | Cracked                                                 | Сідней Рейд                          |
| 2013      | в  | Повертаючись додому на Різдво  | Coming Home for Christmas                               | Венді                                |
| 2014      | с  | Таємні операції                | Covert Affairs                                          | Хейлі Прайс                          |
| 2014      | кф |                                | Lines                                                   | Амелія                               |
| 2015      | кф |                                | The Blunder                                             | Амелія, озвучка                      |
| 2017      | ф  | Могутні рейнджери              | Power Rangers                                           | камео                                |
| 2017      | ф  | Простір між ними               | The Space Between                                       | Амелія                               |
| 2017      | ф  |                                | Space & Time                                            | Акила                                |
| 2018      | ф  |                                | Between Waves                                           | Шері                                 |
| 2019      | ф  | Таммі завжди вмирає            | Tammy's Always Dying                                    |                                      |

## Нагороди та номінації
- 2000 — номінація на премію «Teen Choice Awards» в категорії «TV — Choice Sidekick» («Фелісіті»).
- 2009 — номінація на премію «Джеміні» в категорії «Найкраща драматична акторка серіалу» («Гаряча точка»).
- 2010 — номінація на премію «Золота німфа» в категорії «Найкраща драматична акторка серіалу» («Гаряча точка»).
- 2012 — номінація на премію «Золота німфа» в категорії «Найкраща драматична акторка серіалу» («Гаряча точка»).
- 2013 — премія «Jury Award» кінофестивалю в Торонто («Bent»).
- 2013 — премія «Audience Choice» Women in Film & Television («Bent»).
- 2013 — премія «Shelly Award for Woman Filmmakers» Long Island Film Festival в категорії «Спеціальна премія» («Bent»).
- 2014 року — премія «Genre Award» Buffalo Niagara Film Festival «Найкраща канадська короткометражка» («Bent»).
- 2015 — премія «Genre Award» Buffalo Niagara Film Festival «Найкраща акторка» («Lines»).